# Llista d'asteroides/79901–80000
| Nom           | Designació provisional | Data de descobriment | Lloc de descobriment | Descobridor/s                                           |
| ------------- | ---------------------- | -------------------- | -------------------- | ------------------------------------------------------- |
| 79901 -       | 1999 BK9               | 22 de gener, 1999    | Višnjan Observatory  | K. Korlević                                             |
| 79902 -       | 1999 BY10              | 20 de gener, 1999    | Caussols             | ODAS                                                    |
| 79903 -       | 1999 BX11              | 21 de gener, 1999    | Caussols             | ODAS                                                    |
| 79904 -       | 1999 BO13              | 25 de gener, 1999    | Višnjan Observatory  | K. Korlević                                             |
| 79905 -       | 1999 BH20              | 16 de gener, 1999    | Socorro              | LINEAR                                                  |
| 79906 -       | 1999 BJ20              | 16 de gener, 1999    | Socorro              | LINEAR                                                  |
| 79907 -       | 1999 BX23              | 18 de gener, 1999    | Socorro              | LINEAR                                                  |
| 79908 -       | 1999 BP27              | 16 de gener, 1999    | Kitt Peak            | Spacewatch                                              |
| 79909 -       | 1999 BY29              | 18 de gener, 1999    | Kitt Peak            | Spacewatch                                              |
| 79910 -       | 1999 BE30              | 19 de gener, 1999    | Kitt Peak            | Spacewatch                                              |
| 79911 -       | 1999 CK                | 4 de febrer, 1999    | Oizumi               | T. Kobayashi                                            |
| 79912 Terrell | 1999 CC3               | 10 de febrer, 1999   | Baton Rouge          | W. R. Cooney Jr.                                        |
| 79913 -       | 1999 CE3               | 9 de febrer, 1999    | Ondřejov             | P. Pravec                                               |
| 79914 -       | 1999 CK3               | 7 de febrer, 1999    | Gekko                | T. Kagawa                                               |
| 79915 -       | 1999 CR17              | 10 de febrer, 1999   | Socorro              | LINEAR                                                  |
| 79916 -       | 1999 CE18              | 10 de febrer, 1999   | Socorro              | LINEAR                                                  |
| 79917 -       | 1999 CU22              | 10 de febrer, 1999   | Socorro              | LINEAR                                                  |
| 79918 -       | 1999 CZ24              | 10 de febrer, 1999   | Socorro              | LINEAR                                                  |
| 79919 -       | 1999 CF28              | 10 de febrer, 1999   | Socorro              | LINEAR                                                  |
| 79920 -       | 1999 CU28              | 10 de febrer, 1999   | Socorro              | LINEAR                                                  |
| 79921 -       | 1999 CK31              | 10 de febrer, 1999   | Socorro              | LINEAR                                                  |
| 79922 -       | 1999 CP34              | 10 de febrer, 1999   | Socorro              | LINEAR                                                  |
| 79923 -       | 1999 CA36              | 10 de febrer, 1999   | Socorro              | LINEAR                                                  |
| 79924 -       | 1999 CS36              | 10 de febrer, 1999   | Socorro              | LINEAR                                                  |
| 79925 -       | 1999 CG42              | 10 de febrer, 1999   | Socorro              | LINEAR                                                  |
| 79926 -       | 1999 CP42              | 10 de febrer, 1999   | Socorro              | LINEAR                                                  |
| 79927 -       | 1999 CX46              | 10 de febrer, 1999   | Socorro              | LINEAR                                                  |
| 79928 -       | 1999 CD49              | 10 de febrer, 1999   | Socorro              | LINEAR                                                  |
| 79929 -       | 1999 CB51              | 10 de febrer, 1999   | Socorro              | LINEAR                                                  |
| 79930 -       | 1999 CL57              | 10 de febrer, 1999   | Socorro              | LINEAR                                                  |
| 79931 -       | 1999 CG63              | 12 de febrer, 1999   | Socorro              | LINEAR                                                  |
| 79932 -       | 1999 CA67              | 12 de febrer, 1999   | Socorro              | LINEAR                                                  |
| 79933 -       | 1999 CW70              | 12 de febrer, 1999   | Socorro              | LINEAR                                                  |
| 79934 -       | 1999 CM71              | 12 de febrer, 1999   | Socorro              | LINEAR                                                  |
| 79935 -       | 1999 CF72              | 12 de febrer, 1999   | Socorro              | LINEAR                                                  |
| 79936 -       | 1999 CO72              | 12 de febrer, 1999   | Socorro              | LINEAR                                                  |
| 79937 -       | 1999 CD73              | 12 de febrer, 1999   | Socorro              | LINEAR                                                  |
| 79938 -       | 1999 CB80              | 12 de febrer, 1999   | Socorro              | LINEAR                                                  |
| 79939 -       | 1999 CP82              | 10 de febrer, 1999   | Socorro              | LINEAR                                                  |
| 79940 -       | 1999 CJ83              | 10 de febrer, 1999   | Socorro              | LINEAR                                                  |
| 79941 -       | 1999 CC84              | 10 de febrer, 1999   | Socorro              | LINEAR                                                  |
| 79942 -       | 1999 CM85              | 10 de febrer, 1999   | Socorro              | LINEAR                                                  |
| 79943 -       | 1999 CO85              | 10 de febrer, 1999   | Socorro              | LINEAR                                                  |
| 79944 -       | 1999 CK86              | 10 de febrer, 1999   | Socorro              | LINEAR                                                  |
| 79945 -       | 1999 CQ89              | 10 de febrer, 1999   | Socorro              | LINEAR                                                  |
| 79946 -       | 1999 CE90              | 10 de febrer, 1999   | Socorro              | LINEAR                                                  |
| 79947 -       | 1999 CG90              | 10 de febrer, 1999   | Socorro              | LINEAR                                                  |
| 79948 -       | 1999 CR91              | 10 de febrer, 1999   | Socorro              | LINEAR                                                  |
| 79949 -       | 1999 CF92              | 10 de febrer, 1999   | Socorro              | LINEAR                                                  |
| 79950 -       | 1999 CP92              | 10 de febrer, 1999   | Socorro              | LINEAR                                                  |
| 79951 -       | 1999 CY93              | 10 de febrer, 1999   | Socorro              | LINEAR                                                  |
| 79952 -       | 1999 CZ95              | 10 de febrer, 1999   | Socorro              | LINEAR                                                  |
| 79953 -       | 1999 CG97              | 10 de febrer, 1999   | Socorro              | LINEAR                                                  |
| 79954 -       | 1999 CX99              | 10 de febrer, 1999   | Socorro              | LINEAR                                                  |
| 79955 -       | 1999 CR104             | 12 de febrer, 1999   | Socorro              | LINEAR                                                  |
| 79956 -       | 1999 CW105             | 12 de febrer, 1999   | Socorro              | LINEAR                                                  |
| 79957 -       | 1999 CS109             | 12 de febrer, 1999   | Socorro              | LINEAR                                                  |
| 79958 -       | 1999 CO112             | 12 de febrer, 1999   | Socorro              | LINEAR                                                  |
| 79959 -       | 1999 CO113             | 12 de febrer, 1999   | Socorro              | LINEAR                                                  |
| 79960 -       | 1999 CD115             | 12 de febrer, 1999   | Socorro              | LINEAR                                                  |
| 79961 -       | 1999 CU116             | 12 de febrer, 1999   | Socorro              | LINEAR                                                  |
| 79962 -       | 1999 CR119             | 11 de febrer, 1999   | Socorro              | LINEAR                                                  |
| 79963 -       | 1999 CV119             | 11 de febrer, 1999   | Socorro              | LINEAR                                                  |
| 79964 -       | 1999 CN120             | 11 de febrer, 1999   | Socorro              | LINEAR                                                  |
| 79965 -       | 1999 CD121             | 11 de febrer, 1999   | Socorro              | LINEAR                                                  |
| 79966 -       | 1999 CM124             | 11 de febrer, 1999   | Socorro              | LINEAR                                                  |
| 79967 -       | 1999 CY124             | 11 de febrer, 1999   | Socorro              | LINEAR                                                  |
| 79968 -       | 1999 CO125             | 11 de febrer, 1999   | Socorro              | LINEAR                                                  |
| 79969 -       | 1999 CP133             | 11 de febrer, 1999   | Mauna Kea            | C. A. Trujillo, J. X. Luu, D. C. Jewitt                 |
| 79970 -       | 1999 CJ135             | 8 de febrer, 1999    | Kitt Peak            | Spacewatch                                              |
| 79971 -       | 1999 CP135             | 8 de febrer, 1999    | Kitt Peak            | Spacewatch                                              |
| 79972 -       | 1999 CV135             | 8 de febrer, 1999    | Kitt Peak            | Spacewatch                                              |
| 79973 -       | 1999 CP136             | 9 de febrer, 1999    | Kitt Peak            | Spacewatch                                              |
| 79974 -       | 1999 CS137             | 9 de febrer, 1999    | Kitt Peak            | Spacewatch                                              |
| 79975 -       | 1999 CS139             | 7 de febrer, 1999    | Kitt Peak            | Spacewatch                                              |
| 79976 -       | 1999 CT152             | 12 de febrer, 1999   | Kitt Peak            | Spacewatch                                              |
| 79977 -       | 1999 CS155             | 12 de febrer, 1999   | Anderson Mesa        | LONEOS                                                  |
| 79978 -       | 1999 CC158             | 15 de febrer, 1999   | Mauna Kea            | D. C. Jewitt, C. A. Trujillo, J. X. Luu, S. S. Sheppard |
| 79979 -       | 1999 DQ2               | 19 de febrer, 1999   | Oizumi               | T. Kobayashi                                            |
| 79980 -       | 1999 DX3               | 20 de febrer, 1999   | Goodricke-Pigott     | R. A. Tucker                                            |
| 79981 -       | 1999 DC5               | 17 de febrer, 1999   | Socorro              | LINEAR                                                  |
| 79982 -       | 1999 DY8               | 18 de febrer, 1999   | Socorro              | LINEAR                                                  |
| 79983 -       | 1999 DF9               | 20 de febrer, 1999   | Kitt Peak            | J. X. Luu, C. A. Trujillo, D. C. Jewitt                 |
| 79984 -       | 1999 EQ1               | 6 de març, 1999      | Kitt Peak            | Spacewatch                                              |
| 79985 -       | 1999 ED4               | 12 de març, 1999     | Kitt Peak            | Spacewatch                                              |
| 79986 -       | 1999 ER5               | 13 de març, 1999     | Goodricke-Pigott     | R. A. Tucker                                            |
| 79987 -       | 1999 EJ10              | 14 de març, 1999     | Kitt Peak            | Spacewatch                                              |
| 79988 -       | 1999 EK10              | 14 de març, 1999     | Kitt Peak            | Spacewatch                                              |
| 79989 -       | 1999 FH1               | 17 de març, 1999     | Caussols             | ODAS                                                    |
| 79990 -       | 1999 FP1               | 16 de març, 1999     | Kitt Peak            | Spacewatch                                              |
| 79991 -       | 1999 FW3               | 19 de març, 1999     | Bologna              | Osservatorio San Vittore                                |
| 79992 -       | 1999 FS4               | 17 de març, 1999     | Kitt Peak            | Spacewatch                                              |
| 79993 -       | 1999 FU4               | 17 de març, 1999     | Kitt Peak            | Spacewatch                                              |
| 79994 -       | 1999 FZ4               | 17 de març, 1999     | Kitt Peak            | Spacewatch                                              |
| 79995 -       | 1999 FB15              | 19 de març, 1999     | Kitt Peak            | Spacewatch                                              |
| 79996 -       | 1999 FS19              | 23 de març, 1999     | Bologna              | Osservatorio San Vittore                                |
| 79997 -       | 1999 FW22              | 19 de març, 1999     | Socorro              | LINEAR                                                  |
| 79998 -       | 1999 FH27              | 19 de març, 1999     | Socorro              | LINEAR                                                  |
| 79999 -       | 1999 FJ32              | 19 de març, 1999     | Socorro              | LINEAR                                                  |
| 80000 -       | 1999 FR33              | 19 de març, 1999     | Socorro              | LINEAR                                                  |